# Óscar Rodríguez (Radsportler)
Óscar Rodríguez Garaicoechea (* 6. Mai 1995 in Burlada) ist ein spanischer Radrennfahrer.

## Sportlicher Werdegang
Im ersten Jahr in der U23 fuhr 2016 Rodríguez im Nachwuchsteam Lizarte. Nachdem er bereits im Vorjahr als Stagiaire eingesetzt war, wurde er zur Saison 2017 Mitglied beim damaligen UCI Continental Team Euskadi Basque Country-Murias. Als sein Team 2028 als Professional Continental Team lizenziert und zur Vuelta a España 2018 eingeladen war, wurde er nominiert und nahm erstmals an einer Grand Tour teil. Als relativ unbekannter Fahrer gewann er überraschend aus einer Ausreißergruppe heraus die Bergankunft der 13. Etappe, gleichzeitig der bisher einzige Sieg seiner Karriere. Ein Jahr später verpasste er bei der Burgos-Rundfahrt als Zweiter nur knapp einen Sieg bei einer Rundfahrt.
Nach Auflösung des Teams Euskadi nach der Saison 2019 wurde Rodríguez 2020 Mitglied im Astana Pro Team. Sein bestes Ergebnis in den zwei Jahren bei Astana war der zweite Platz bei der Mont Ventoux Dénivelé Challenge 2021. 2022 wechselte er in seine spanische Heimat zum Movistar Team. Als jeweils Zweiter auf der siebten Etappe der Tour de Suisse und in der Gesamtwertung der Ungarn-Rundfahrt in der Saison 2022 verpasste er erneut nur knapp seinen nächsten Karriereerfolg.
Zur Saison 2024 wechselte er erneut das Team und wurde Mitglied bei Ineos Grenadiers.

## Erfolge
2018
- eine Etappe Vuelta a España
- Bergwertung Tour of the Alps

2019
- Bergwertung Route d’Occitanie

## Grand-Tour-Platzierungen
| Grand Tour            | 2018 | 2019 | 2020 | 2021 | 2022 | 2023 | 2024 |
| --------------------- | ---- | ---- | ---- | ---- | ---- | ---- | ---- |
| Giro d’ItaliaGiro     | –    | –    | 45   | –    | –    | DNF  | –    |
| Tour de FranceTour    | –    | –    | –    | –    | –    | –    | –    |
| Vuelta a EspañaVuelta | 51   | 22   | –    | DNF  | –    | –    | 24   |